# 朱国华 (解放军)
朱国华（1911年—1976年6月23日），中国人民解放军将领。
1929年，参加中国工农红军，历经反围剿战役和长征。中华人民共和国成立后，担任鲁中南军区副司令员兼九十八师师长、政委，之后转为水利二师，参加治淮工程。后改任水利部工程总局局长、水利电力部水利水电建设总局局长。1966年，担任解放军基建工程兵水电部办公室主任。1976年因脑癌去世，终年65岁。